# Scandza

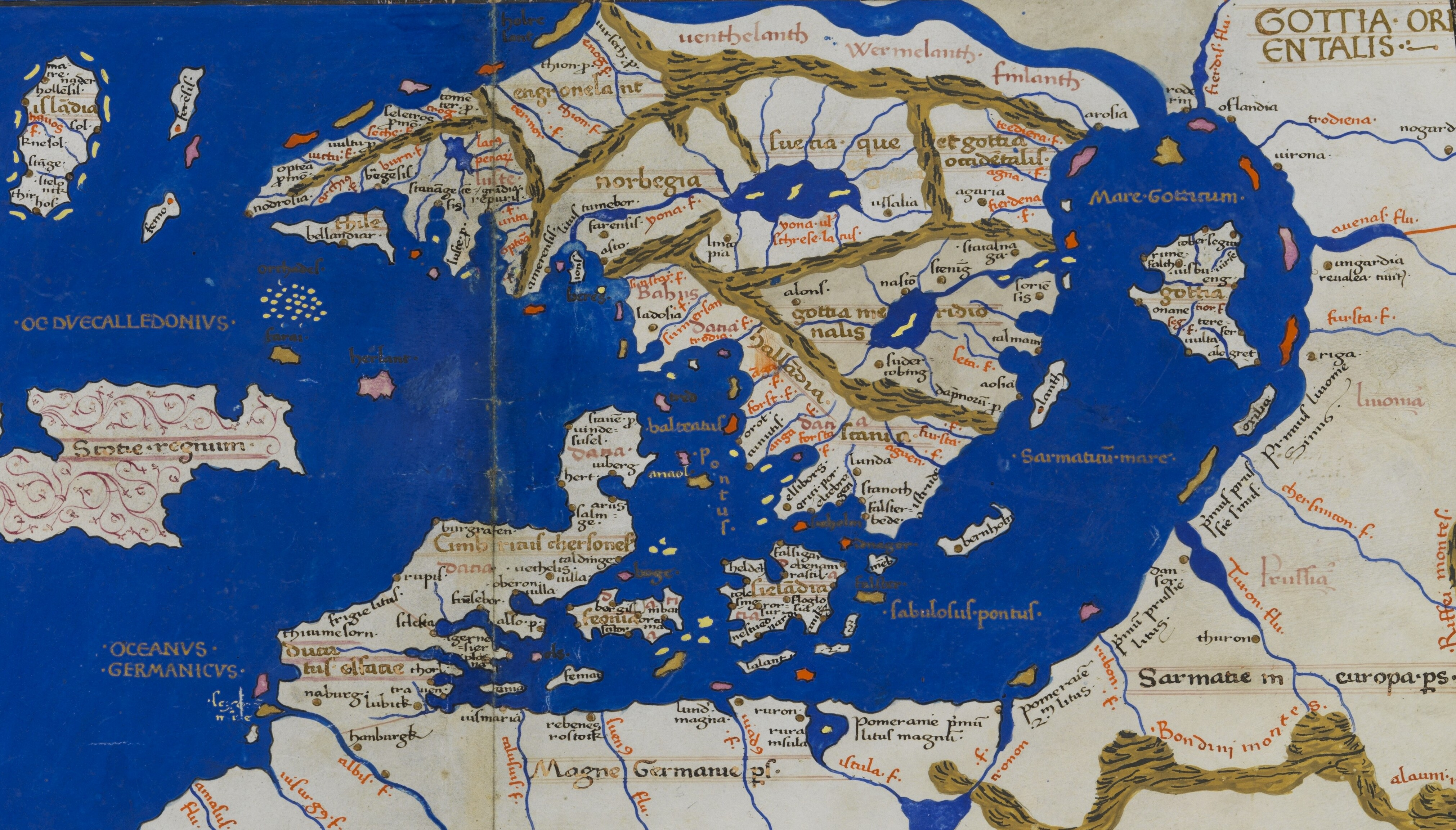
Skandinavien i Ptolemaios världsatlas (utgåva från 1467). I likhet med Jordanes ses Skandinavien som en ö, och den bebos av en mängd olika stammar eller folkgrupper.

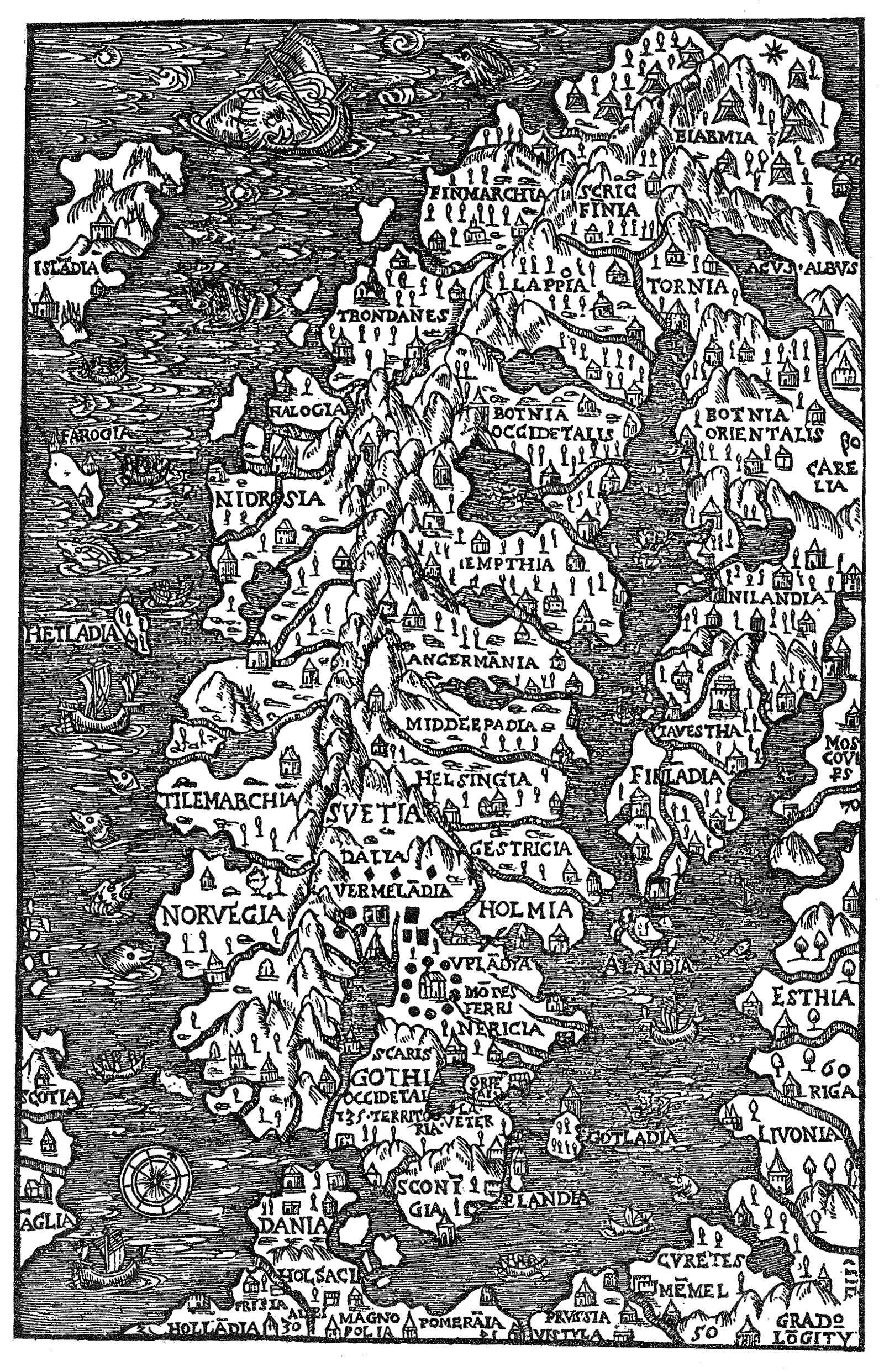
Olaus Magnus karta ur Historia om de nordiska folken (1520)

Scandza eller Scandia är namnet på en ö som omnämndes av den gotiske historikern Jordanes (500-tal) i hans arbete Getica, skrivet runt år 551. Scandza skrivs ofta i olika utgåvor och analyser av Getica som Scandia eller som Sverige. Det är med hög sannolikhet ett äldre namn för den skandinaviska halvön som Jordanes trodde var en ö, liksom Klaudios Ptolemaios hade trott före honom. Beskrivningen av Norra Europa och Skandinaviens geografi omfattar många korrekta uppgifter, men ett antal oklarheter har väckt omfattande historisk debatt. Jordanes beskriver Scandza som goternas ursprungsland.

## Bakgrund
Getica är tillägnad Castalius, en kristen vän till Jordanes men som är okänd i övrigt. Jordanes tilltalar honom i Geticas kapitel nio, som här återges i Nordins översättning:
| ” | Det vidsträckta havet har även i sin arktiska, det vill säga norra del en stor ö vid namn Scandza, om vilken jag med Herrens hjälp ska säga något. Det folk vars ursprung du fordrar att få reda på har kommit liksom en frambrytande bisvärm, till Europa ifrån skötet av denna ö. Hur och på vilket sätt det har skett skall jag med Guds nåd förklara i det följande. | „ |

## Geografin i Scandza
Efter en beskrivning av norra Europas geografi — Jordanes nämner Storbritannien, Spanien, Frankrike och Tyskland — återkommer han till Scandza. Jordanes citerar Klaudios Ptolemaios (90-165) och beskriver att "ön" är stor och att den befinner sig i den arktiska oceanen. Scandza är långsmal; den är bredast mot mitten och smalnar av till en punkt på långsidan. Ön har formen av ett blad av cetri.
Cetrus avser sannolikt citronträdet, men kan även avse tujaträdet eller cederträdet, det är inte helt klart vilket. Scandza låg enligt Jordanes framför floden Wisłas mynning. Ön låg vid den Codanska bukten (Kattegatt), och väster om Scandza befinner sig ett enormt hav (Atlanten). Norr om Scandza finns en stor ocean som sitter ihop med den västra, men som inte går att navigera på (Norra ishavet).
I Scandzas östra del (Sverige?) ligger en stor insjö (Vänern, Mälaren, Vättern?), varifrån en flod Vagus (Göta älv, Strömmen, Motala ström?) strömmar ut i havet. Alternativt ligger den enorma sjön (vastissimus lacus) öster om ön. I så fall kan den identifieras med Östersjön, som genom Vagus (Öresund) utmynnar i Kattegatt. Detta ska identifiera ön som Skandinaviska halvön.
Klimatet på Scandza beskrivs som mycket kallt, så kallt att det inte är möjligt att föda upp bin på ön.

## Folken i Scandza
Efter den geografiska genomgången fortsätter Jordanes i kapitel nitton med att beskriva Scandzas invånare. På öns norra sida har invånarna kring midsommar oavbruten sol i 40 dygn och lika länge mörker kring midvinter. Invånarna kallar han adogit. Enligt språkforskaren Josef Svennung kan det vara en felskrivning för (h)alogii i Hålogaland i Nordnorge.
I kapitel 21 skriver Jordanes att det också lever screrefennae på ön. De lever som jägare-samlare av kött och fågelägg och tillsammans med stora djurkullar. De klarar sig gott på grund av att djuren förökar sig snabbt i träskmarkerna. Ordet screrefennae tolkas av Svennung som skridfinnar, samer som kallades så för att de gick på skidor. På Scandza lever också suehans eller svehans som tolkas som svear, (jämför med lydelsen svioner). Suehans har lika bra hästar som thuringians (enligt Svennung folk från Thüringen). Via en lång rad andra folk är suehans leverantörer av mörkblåa skinn för den romerska marknaden. De är berömda för sina mörka pälsar och trots sin fattigdom är de rikt klädda.
| ” | But still another race dwells there, the Suehans, who, like the Thuringians, have splendid horses. Here also are those who send through innumerable other tribes the sappherine skins to trade for Roman use. They are a people famed for the dark beauty of their furs and, though living in poverty, are most richly clothed. | „ |

I kapitel 22 beskriver Jordanes en rad stammar; theustes, vagoth, bergio, hallin och liothida, som alla sägs bo på bördiga slättmarker. Hallin kan enligt Svennungs mening ha bott i Halland, theustes placeras av vissa i Tjust, av Svennung vid Tjuteån (ett biflöde till Råån, som eventuellt även haft dess namn tidigare) nära Helsingborg. Sedan följer athelmil, finnaithae, fervir och gauthigoth, där den sista gruppen beskrivs som grymma och krigsbenägna. Finnaithae tolkas av Svennung som invånarna i Finnveden, fervir som invånarna i Fjäre härad (norra Halland) och gautigoths som goterna vid Göta älv. Där finns också mixi och evagreotingis (eller: Evagre och Otingis), som sägs bo likt djur i grottor.
Utanför dessa bor ostrogothae, raumarici, aeragnaricii. Ostrogothae placeras av Svennung i Östergötland och raumarici i Romerike norr om Oslo. Aeragnaricii kan enligt Svennung vara en felläsning av ac Ragnarici ("och Ragnarici"), och tolkas då som invånarna av Ranrike, ett gammalt namn för norra Bohuslän. Här bor även de saktmodiga finni som sägs ha sina jämlika i vinoviloth. Finni identifieras av Svennung med samer, och vinoviloth möjligen som kväner.
Jordanes nämner, menar Svennung, antagligen svearna en andra gång, som suetidi eller swi-thiudi. Folket dani (danerna), kommer av samma stam och de senare drev bort herulerna från sitt land. Dessa stammar är längst av män. Det finns även divergerande identifieringar. Jordanes uppger att raniernas kung Rodvulf lämnade sitt kungadöme och anslöt sig till Theoderik den store, goternas konung. Gemensamt beskrivs stammarna i Skandza som andligen och kroppsligen större än germanerna, och de stred med en grymhet som liknade de vilda djurens.  
Efter denna genomgång av Scandzas folkslag går Jordanes över till att beskriva goternas tvåtusen år långa historia, från Berigs utvandring över Östersjön till Belisarius erövring av Ravenna år 540.

## Geticas källor
Huvudkällan till Getica var enligt Jordanes den romerske munken Cassiodorus Senator (490–585), som var konsul hos den gotiske kungen Theoderik den store (454–526). Jordanes bok är ett sammandrag av ett större verk av Cassiodorus: Libri XII De Rebus Gestis Gothorum, som idag är förlorat. En andra källa, som användes för ett mindre tillägg i slutet, var ett verk av Paulus Orosius (cirka 375–418).
Många tror att geografin och stamnamnen i Getica ursprungligen är upplysningar från goter eller andra på 500-talet. Vid samma tid berättade Prokopios (tidigt 500-tal) om Thule, "mer än tio gånger större än Britannia". Prokopios säger att det bor tretton folkrika stammar på ön, och han nämner två: skrithifinoi och gautoi. Prokopios som ämnar skriva attisk grekiska och undvika barbarismer, avser här säkert samma "ö" som Jordanes. Skrithifinoi utmärker sig även hos Prokopios som jägare-samlare. Gautoi nämns som en av de mest folkrika stammarna. Prokopios berättar att herulerna flyttade dit efter att langobarderna hade besegrat dem, och att herulerna som hade stannat kvar tog en kung därifrån. Historikern Arne Søby Christensen tror att Cassiodorus kan ha hittat på de övriga stammarnas namn.
Bland Geticas källor nämner Jordanes också gamla gotiska sånger, som han kan ha hört själv eftersom han var av gotisk släkt. Alternativt kan han ha läst om dem, antingen hos Cassiodorus eller i annan, äldre gotisk litteratur. Jordanes refererar också till goternas "nedskrivna minnen", liksom till annan, både skriven och muntlig tradition. Christensen har dock hävdat att flera fall av att Jordanes påstådda stamtraditioner var omarbetade historier tagna från klassiska författare.
Christensens skeptiska inställning till Getica som historiskt dokument ifrågasätts idag starkt av polska arkeologer, som genom bland annat DNA-analyser visat att det skett en inflyttning till norra Polen från södra Skandinavien under romersk järnålder. Denna inflyttning skedde till områden med typiskt "skandinaviska" gravformer som exempelvis domarringar.